# Аквалакастања (Перуђа)
Аквалакастања (итал. Acqualacastagna) је насеље у Италији у округу Перуђа, региону Умбрија.
Према процени из 2011. у насељу је живело 13 становника. Насеље се налази на надморској висини од 697 м.